# فوتمستين
فوتمستين عامل مؤلكل مضاد للسرطان من صنف نتروزويوريا مرخص الاستخدام لعلاج الورم الميلانيني المنتقل.
اظهرت إحدى الدراسات بأن فوتمستين يزيد من معدل الاستجابة لكنه لا يزيد من معدل الحياة المتوقع في الورم الميلانيني مقارنة بداكاربازين.

## الأعراض الجانبية
يعد قلة الصفيحات وقلة الخلايا المتعادلة من أبرز الأعراض الجانبية لاستخدامه.

## التسويق
تنتجه مختبرات سرفير تحت اسم تجاري هو: (Muphoran).